# Nederlandse kampioenschappen schaatsen sprint 1994
De Nederlandse kampioenschappen sprint 1994 voor mannen en vrouwen vormden een schaatsevenement dat onder auspiciën van de KNSB over de sprintvierkamp (2x 500, 2x 1000 meter) werd verreden. Het vond plaats in het weekend van 5 en 6 maart op de semi-overdekte ijsbaan van het sportcentrum De Uithof in Den Haag, tegelijkertijd met de Nederlandse kampioenschappen schaatsen allround 1994 Voor de mannen was het de 25e editie, voor de vrouwen de twaalfde.
De NK allround en sprint stonden dit jaar na de NK afstanden (28 + 29 december), EK (m/v) (7-9 januari), WK sprint (m/v) (29 + 30 januari), WK allround (v) (5 + 6 februari), OS (12-27 februari) en voor de WK allround (m) (12 + 13 maart) op de kalender. Daarvoor, tussendoor, tegelijkertijd en hierna vonden de wedstrijden plaats in het kader van het negende seizoen van de wereldbeker schaatsen.
Mannen
Er namen veertien mannen deel, waaronder twee kampioenen en twee debutanten. Tweevoudig kampioen en titelhouder Gerard van Velde werd opgevolgd door Nico van der Vlies als sprintkampioen die daarmee voor het eerst op het eindpodium plaatsnam. Van Velde zelf, die op drie afstanden zegevierde, viel op de 2e 500 meter en was daarmee voor een topnotering in het klassement uitgeschakeld. De tweede positie werd ingenomen door de kampioen van 1989 en 1991, Arie Loef, die daarmee voor de vierde keer op het erepodium stond, in 1988 werd hij ook tweede. Nummer drie Jakko Jan Leeuwangh stond voor het eerst op het eindpodium. De twaalf te verdelen afstandmedailles werden door zes verschillende rijders behaald.
Vrouwen
Er namen elf vrouwen deel, waaronder vier debutanten. Met de prolongatie van de titel behaalde Christine Aaftink haar zevende sprinttitel, de eerste vier werden van 1987-1990 behaald, nummer vijf in 1992. Ze stond hiermee voor het achtste opeenvolgende jaar op het eindpodium, in 1991 werd ze tweede. Ze deed dit voor de vierde maal met vier afstandoverwinningen, in 1990, 1992 en vorig jaar deed ze dit eerder. Bij de vrouwen deed alleen Yvonne van Gennip dit in 1985 nog eerder, bij de mannen deden Jan Bazen (1971), Jan Ykema (1987) en Gerard van Velde (1992) dit eveneens een keer. Bij haar tweede deelname behaalde regerend kampioene marathon op kunstijs Sandra Zwolle haar eerste podiumplaats bij de NK sprint, zij werd tweede. Op plaats drie eindigde de debutante, en de juniorensprintkampioene van 1993, Léontine van Meggelen. De twaalf te verdelen afstandmedailles werden door vier rijdsters behaald. Aaftink en Zwolle wonnen er beide vier, Van Meggelen een. De andere drie werden door Anita Loorbach behaald, zij verspeelde haar eindklassering in de top-3 door een diskwalificatie op de 1e 1000 meter.
OS en WK sprint
De Nederlandse delegatie bij de WK sprint bestond bij de mannen uit het trio Arie Loef, Gerard van Velde en Nico van der Vlies en het trio Christine Aaftink, Marianne Timmer en Sandra Zwolle bij de vrouwen. De vertegenwoordigers op de beide sprintafstanden bij de Winterspelen waren Arie Loef, Gerard van Velde, Nico van der Vlies en Arjan Schreuder (500m + 1000m) bij de mannen en Christine Aaftink (500m + 1000m) en Annamarie Thomas (1000m) bij de vrouwen. Timmer nam dit weekend deel aan de Wereldkampioenschappen schaatsen junioren 1994, Schreuder werd dit weekend zevende en Thomas kampioene bij hun deelname aan het allroundkampioenschap.

## Afstandmedailles
Mannen
| Afstand  | 1e               | 2e                 | 3e                  |
| -------- | ---------------- | ------------------ | ------------------- |
| 1e 500m  | Gerard van Velde | Nico van der Vlies | Hans Janssen        |
| 1e 1000m | Gerard van Velde | Nico van der Vlies | Jakko Jan Leeuwangh |
| 2e 500m  | Arie Loef        | Nico van der Vlies | Rogier Pastor       |
| 2e 1000m | Gerard van Velde | Nico van der Vlies | Arie Loef           |

Vrouwen
| Afstand  | 1e                | 2e             | 3e                    |
| -------- | ----------------- | -------------- | --------------------- |
| 1e 500m  | Christine Aaftink | Anita Loorbach | Sandra Zwolle         |
| 1e 1000m | Christine Aaftink | Sandra Zwolle  | Léontine van Meggelen |
| 2e 500m  | Christine Aaftink | Sandra Zwolle  | Anita Loorbach        |
| 2e 1000m | Christine Aaftink | Sandra Zwolle  | Anita Loorbach        |

## Eindklassementen

### Mannen
| Rang   | Schaatser           | Punten     | 500m         | 1000m        | 500m           | 1000m              |
| ------ | ------------------- | ---------- | ------------ | ------------ | -------------- | ------------------ |
| Goud   | Nico van der Vlies  | 152.865 BR | 38,23 (2)    | 1.15,79 (2)  | 1.38,74 (2)    | 1.16,00 (2)        |
| Zilver | Arie Loef           | 154.665    | 38,85 (5)    | 1.17,94 (4)  | 1.38,42 (1)    | 1.16,85 (3)        |
| Brons  | Jakko Jan Leeuwangh | 155.650    | 38,76 (4)    | 1.17,87 (3)  | 1.39,17 (7)    | 1.17,57 (4)        |
| 4      | Rogier Pastor       | 156.050    | 38,86 (6)    | 1.18,15 (5)  | 1.38,82 (3)    | 1.18,59 (8)        |
| 5      | Dennis Duba         | 156.575 pr | 39,39 (9)    | 1.18,61 (9)  | 1.39,01 (5)    | 1.17,74 (5)        |
| 6      | Maarten Blanken     | 156.660    | 39,49 (11)   | 1.18,41 (8)  | 1.39,00 (4)    | 1.17,93 (6)        |
| 7      | Arnold van der Poel | 156.885    | 39,24 (7)    | 1.18,24 (6)  | 1.39,49 (9)    | 1.18,07 (7)        |
| 8      | Marcel Bliek        | 158.500    | 39,42 (10)   | 1.19,57 (10) | 1.39,51 (10)   | 1.19,57 (11)       |
| 9      | Rien Smulders       | 158.550    | 39,59 (12)   | 1.19,89 (12) | 1.39,27 (8)    | 1.19,49 (10)       |
| 10     | Arjan Overdevest    | 158.725    | 39,38 (8)    | 1.20,51 (13) | 1.39,09 (6)    | 1.20,00 (12)       |
| 11     | Arnout Coenen       | 158.780    | 39,78 (13)   | 1.19,65 (11) | 1.39,68 (11)   | 1.18,99 (9)        |
| 12     | Leo Borst           | 161.460 pr | 40,32 (14)   | 1.21,84 (14) | 1.39,69 (12)   | 1.21,06 (13)       |
| 13     | Gerard van Velde    | 178.720    | 37,83 (1) BR | 1.15,52 (1)  | 1.05,66 (13) * | 1.14,94 (1) BR, CR |
|        | Hans Janssen        | 077.740    | 38,54 (3)    | 1.18,40 (7)  | DNS            |                    |

BR = baanrecord
CR = kampioenschapsrecord
pr = persoonlijk record
DNS = niet gestart
* = met val

### Vrouwen
| Rang   | Schaatsster           | Punten      | 500m       | 1000m       | 500m       | 1000m        |
| ------ | --------------------- | ----------- | ---------- | ----------- | ---------- | ------------ |
| Goud   | Christine Aaftink     | 168.440 BR  | 41,61 (1)  | 1.25,01 (1) | 41,84 (1)  | 1.24,97 (1)  |
| Zilver | Sandra Zwolle         | 170.420     | 42,59 (3)  | 1.25,98 (2) | 42,20 (2)  | 1.25,28 (2)  |
| Brons  | Léontine van Meggelen | 173.330 NRj | 42,98 (4)  | 1.27,58 (3) | 42,92 (4)  | 1.27,28 (4)  |
| 4      | Anja Bollaart         | 174.300     | 43,24 (5)  | 1.28,33 (5) | 43,07 (5)  | 1.27,65 (5)  |
| 5      | Janine Koudenburg     | 176.340     | 43,83 (7)  | 1.28,02 (6) | 43,67 (6)  | 1.29,06 (8)  |
| 6      | Alida Pasveer         | 176.620     | 44,43 (9)  | 1.28,19 (4) | 44,02 (8)  | 1.28,15 (6)  |
| 7      | Coriene Pot           | 177.420 pr  | 44,55 (10) | 1.29,53 (7) | 43,86 (7)  | 1.28,49 (7)  |
| 8      | Annet Koeleman        | 178.205 pr  | 43,99 (8)  | 1.30,94 (8) | 44,05 (9)  | 1.29,39 (9)  |
| 9      | Linda Nat             | 181.930 pr  | 45,43 (11) | 1.32,35 (9) | 44,84 (10) | 1.30,97 (10) |
|        | Anita Loorbach        | 127.900     | 42,34 (2)  | DQ          | 42,41 (3)  | 1.26,30 (3)  |
|        | Sandra Voetelink      | 043.580     | 432,58 (6) | DQ          | DNS        |              |

BR = baanrecord
NRj = nationaal record junioren
pr = persoonlijk record
DNS = niet gestart
DQ = gediskwalificeerd